# 罗尔斯托夫
罗尔斯托夫是德国石勒苏益格－荷尔斯泰因州的一个市镇。总面积19.68平方公里，总人口1206人，其中男性606人，女性600人（2011年12月31日），人口密度61人/平方公里。